# Metasynaptops trigemmatus
Metasynaptops trigemmatus es una especie de coleóptero de la familia Attelabidae.

## Distribución geográfica
Habita en Maluku, Nueva Guinea (Indonesia).